# آواز جغد شاخدار
آواز جغد شاخدار (به هندی: Dau Huduni Methai) و (به انگلیسی: Song of the Horned Owl) فیلمی هندی محصول سال ۲۰۱۵ و به کارگردانی مانجو بورا است. در این فیلم بازیگرانی همچون رشما مشاهری، عالیا دایماری و نیتا بسومتری ایفای نقش کرده‌اند.